# Comuna Jovtneve, Tokmak
Jovtneve (în ucraineană Жовтневе) este o comună în raionul Tokmak, regiunea Zaporijjea, Ucraina, formată din satele Cervonohirka, Jovtneve (reședința), Kutuzivka, Sadove, Șevcenkove și Zamojne.

## Demografie
Componența lingvistică a comunei Jovtneve
     Ucraineană (91,7%)
     Rusă (7,74%)
     Alte limbi (0,51%)
Conform recensământului din 2001, majoritatea populației comunei Jovtneve era vorbitoare de ucraineană (91,7%), existând în minoritate și vorbitori de rusă (7,74%).